# Even Cowgirls Get the Blues
Even Cowgirls Get the Blues is een Amerikaanse film uit 1993 van Gus Van Sant en gebaseerd op het gelijknamige boek uit 1976 van Tom Robbins.
De film werd slecht door het publiek ontvangen en werd in 1995 twee keer genomineerd voor een Golden Raspberry Award. In de Verenigde Staten bracht de film slechts $1.708.873 op.

## Verhaal
Even Cowgirls Get the Blues vertelt het verhaal van Sissy Hankshaw, een vrouw die geboren is met een afwijking (ze noemt het liever geen handicap): ze heeft enorm grote duimen. Onderwerpen als homoseksualiteit, vrijheid in het gebruik van drugs, politieke opstand voor rechten van het dier en godsdiensten blijven op de achtergrond, maar zijn wel aanwezig in het verhaal. Sissy's duimen zijn ideaal voor het liften, en hier maakt ze dan ook veelvuldig gebruik van. Op die manier komt ze in New York, waar ze een model wordt voor travestie-vrouwelijke hygiëne producten en haar op die manier in aanraking brengt met de man met wie ze zal trouwen, een traditionele Mohawk, Julian Gitche. In haar verdere reizen ontmoet ze, naast vele anderen, een sexy cowgirl genaamd Bonanza Jellybean en een rondreizende ontsnapte gevangene uit een Japans concentratiekamp met de bijnaam "The Chink".

## Rolverdeling
| Acteur          | Personage         |
| --------------- | ----------------- |
| Hoofdrollen     |                   |
| Uma Thurman     | Sissy Hankshaw    |
| Lorraine Bracco | Delores Del Ruby  |
| Pat Morita      | The Chink         |
| Bijrollen       |                   |
| Angie Dickinson | Miss Adrian       |
| Keanu Reeves    | Julian Gitche     |
| John Hurt       | The Countess      |
| Rain Phoenix    | Bonanza Jellybean |
| Ed Begley jr.   | Rupert            |
| Carol Kane      | Carla             |
| Sean Young      | Marie Barth       |

## Nominaties
In 1995 werd de film twee keer genomineerd voor een Golden Raspberry Award:
- Golden Raspberry Award: Slechtste actrice: Uma Thurman
- Golden Raspberry Award: Slechtste bijrol: Sean Young

## Trivia
- De schrijver van het boek, Tom Robbins, is de verteller in de film.